# Les Hordes (mini-série, 1990)
Pour les articles homonymes, voir Hordes (homonymie).
Les Hordes est une mini-série d'anticipation, composée de 4 téléfilms de 84 minutes en coproduction franco-luxembourgeoise réalisée par Jean-Claude Missiaen d'après le roman éponyme de Jacques Zelde, diffusée du 13 mars 1991 au 27 mars 1991 sur La Cinq.
Le dernier épisode a été diffusé par la chaîne, dans le cadre d'Histoires vraies suivi du débat: "La violence à la télévision et les enfants".	
Le premier épisode est projeté 28 ans plus tard lors du Festival Canneséries le 8 avril 2019,.

## Synopsis
Dans un futur proche, les pauvres et les déshérités se réunissent pour racketter les automobilistes. Ils forment des hordes qui inquiètent de plus en plus l’État. Afin de contrecarrer le groupuscule, un policier déclaré mort infiltre les hordes...

## Distribution
- François Dunoyer : Georges Frank
- Corinne Touzet : Elaine Finder
- Souad Amidou : Sarah
- Simon Eine : Paul Madiran
- Jean-Pierre Kalfon : Salomon
- Philippe Lemaire : Matricule 8477, père d'Elaine
- Féodor Atkine : Yvan Arkady
- Michel Peyrelon : le banquier Vogel
- Philippe Laudenbach : Vermeer, le premier ministre
- Jean-Claude Bouillaud : la Balance
- Bernard Freyd : Maximilien Sprungler
- Jean-Pierre Malo : Philippe Maston
- Dominique Valera : Karl Teufels
- Françoise Brion : Morgane
- Anouk Ferjac : la mère d'Elaine
- Nils Tavernier : Sonny Boy
- Jacques Ferrière : Gandin
- Pierre Londiche : commissaire Heberte
- Gérard Sergue : Mino
- Louis Navarre : Solovitch
- Guy Pannequin : Gabriel
- Jean-Pierre Maurin : Gibson
- Christian Barbier : Pablo
- Philippe Mareuil : Lenox
- Alexandra Kazan : la femme technocrate

## Épisodes
1. La Guerre des gueux, diffusé le 13 mars 1991[4] sur La Cinq
2. Les Hordes noires, diffusé le 14 mars 1991[5] sur La Cinq
3. Les Hordes blanches, diffusé le 21 mars 1991[6] sur La Cinq
4. Les Hordes d'acier, diffusé le 27 mars 1991[1]